# De blauwblues
De blauwblues is het 43ste album uit de stripreeks De Blauwbloezen. Het werd getekend door Willy Lambil en het scenario werd geschreven door Raoul Cauvin. Het album werd uitgegeven in 2000 door Dupuis.

## Verhaal
Na het debacle van het vorige avontuur (zie album 42) zoekt kapitein Stillman een manier om zijn standvastige zus Abigail weg te krijgen uit het kamp. Blutch en Chesterfield escorteren uiteindelijk Abigail naar een plaats waar Generaal Ulysses S. Grant op dat moment gevestigd is, deze moet een aantal officieren ontslaan omdat ze niet meer geschikt zijn voor hun functie, maar daar gaat een feest aan vooraf. Abigail wordt onder de hoede van George Appeltown geplaatst, die Blutch en Chesterfield nog kennen van hun legerplaats Fort Bow, als Chesterfield ook nog eens te horen krijgt dat Mathilde er ook is smelt zijn hart meteen. 's Avonds dreigt het een mooie boel te worden of juist niet...

## Personages in het album
- Blutch
- Cornelius Chesterfield
- Stephen Stillman
- Abigail Stillman
- Luitenant George Appeltown
- Mathilde Appeltown
- Generaal Grant